# موروان (هوكايدو)
مدينة موروان (بالإنجليزية: Muroran)‏ هي أحد المدن التابعة لمحافظة هوكايدو. تأسست رسميًا في 01/08/1922. ويقدر عدد سكانها بـ 93078 نسمة حسب تقدير مكتب الإحصاء الياباني لعام 2012. تبلغ مساحة موروان 80.65 كم2. بكثافة سكانية تبلغ 1154 نسمة/كم2.

## المناخ
يظهر الجدول التالي التغييرات المناخية على مدار السنة لموروان:
| البيانات المناخية لـموروان          | البيانات المناخية لـموروان | البيانات المناخية لـموروان | البيانات المناخية لـموروان | البيانات المناخية لـموروان | البيانات المناخية لـموروان | البيانات المناخية لـموروان | البيانات المناخية لـموروان | البيانات المناخية لـموروان | البيانات المناخية لـموروان | البيانات المناخية لـموروان | البيانات المناخية لـموروان | البيانات المناخية لـموروان | البيانات المناخية لـموروان |
| الشهر                               | يناير                      | فبراير                     | مارس                       | أبريل                      | مايو                       | يونيو                      | يوليو                      | أغسطس                      | سبتمبر                     | أكتوبر                     | نوفمبر                     | ديسمبر                     | المعدل السنوي              |
| ----------------------------------- | -------------------------- | -------------------------- | -------------------------- | -------------------------- | -------------------------- | -------------------------- | -------------------------- | -------------------------- | -------------------------- | -------------------------- | -------------------------- | -------------------------- | -------------------------- |
| متوسط درجة الحرارة الكبرى °م (°ف)   | 0.3 (32.5)                 | 0.5 (32.9)                 | 3.9 (39.0)                 | 9.5 (49.1)                 | 14.3 (57.7)                | 17.5 (63.5)                | 20.9 (69.6)                | 23.4 (74.1)                | 21.1 (70.0)                | 15.7 (60.3)                | 8.9 (48.0)                 | 2.9 (37.2)                 | 11.6 (52.8)                |
| المتوسط اليومي °م (°ف)              | −2.0 (28.4)                | −1.9 (28.6)                | 0.9 (33.6)                 | 5.8 (42.4)                 | 10.2 (50.4)                | 14.0 (57.2)                | 17.9 (64.2)                | 20.5 (68.9)                | 18.0 (64.4)                | 12.6 (54.7)                | 6.1 (43.0)                 | 0.5 (32.9)                 | 8.6 (47.5)                 |
| متوسط درجة الحرارة الصغرى °م (°ف)   | −4.2 (24.4)                | −4.1 (24.6)                | −1.5 (29.3)                | 2.9 (37.2)                 | 7.2 (45.0)                 | 11.5 (52.7)                | 15.8 (60.4)                | 18.5 (65.3)                | 15.4 (59.7)                | 9.6 (49.3)                 | 3.3 (37.9)                 | −1.8 (28.8)                | 6.1 (42.9)                 |
| الهطول مم (إنش)                     | 54.9 (2.16)                | 43.0 (1.69)                | 48.2 (1.90)                | 75.1 (2.96)                | 101.3 (3.99)               | 107.5 (4.23)               | 165.1 (6.50)               | 192.8 (7.59)               | 164.4 (6.47)               | 93.0 (3.66)                | 75.2 (2.96)                | 64.4 (2.54)                | 1٬184٫9 (46.65)            |
| متوسط تساقط الثلوج سم (إنش)         | 65 (26)                    | 56 (22)                    | 36 (14)                    | 8 (3.1)                    | 0 (0)                      | 0 (0)                      | 0 (0)                      | 0 (0)                      | 0 (0)                      | 0 (0)                      | 8 (3.1)                    | 38 (15)                    | 211 (83.2)                 |
| متوسط الأيام المثلجة                | 28.7                       | 24.9                       | 20.2                       | 4.8                        | 0                          | 0                          | 0                          | 0                          | 0                          | 0                          | 11.0                       | 24.1                       | 113.7                      |
| متوسط الرطوبة النسبية (%)           | 70                         | 71                         | 72                         | 75                         | 79                         | 87                         | 90                         | 88                         | 81                         | 72                         | 69                         | 69                         | 77                         |
| ساعات سطوع الشمس الشهرية            | 89.7                       | 121.9                      | 181.6                      | 194.2                      | 194.1                      | 156.5                      | 128.0                      | 143.0                      | 167.8                      | 170.2                      | 105.0                      | 74.4                       | 1٬726٫4                    |
| المصدر: Japan Meteorological Agency |                            |                            |                            |                            |                            |                            |                            |                            |                            |                            |                            |                            |                            |

## توأمة
لموروان (هوكايدو) اتفاقيات توأمة مع كل من:
- نوكسفيل
- شيزوكا
- جويتسو
- ريتشاو
- مياكوجيما

## أعلام
- ساتورو نودا
- كازويوكي كويا
- يوغي كيشيوكو
- ميتسوجو نومورا
- شوجي جو